# Ars nova
L'ars nova és el període de producció polifònica musical, tant francesa com italiana, posterior a l'ars antiqua i anterior a l'obra musical de l'escola francoflamenca. És el segon gran període de la polifonia occidental. Es va iniciar cap al 1320 i perdurà gairebé durant tot el segle xiv, que tingué com a focus principals França i Itàlia. Deu el seu nom al tractat del mateix nom de Philippe de Vitry i pels seus avenços en la tècnica de la notació musical, suposà un revulsiu per la concepció musical de principis del segle xiv.

## Història
Des de finals del segle xiii, les innovacions rítmiques introduïdes per Pierre de la Croix van obrir camí cap a noves audàcies. Els testimonis de músics que reconeixen el nou estil de principis de segle apareixen cap a 1320, en la forma de dos tractats: Ars Nove Musice de Johannes de Muris i Ars Nova de Philippe de Vitry.
El tractat de Johannes de Muris és probablement el més antic dels dos, però va ser l'obra de Vitry la que va donar nom a la música del segle xiv. En aquesta obra va completar i va codificar tot l'arsenal de signes musicals utilitzats en el seu temps i així s'aconseguia elaborar un codi coherent, amb signes pels compassos que determinaven el moviment o la unitat sobre la qual basar el moviment, la qual cosa va suposar un avenç extraordinària.

## L'escriptura musical
Els signes es van multiplicar amb indicacions precises de pauses i noves figures de valor cada cop més breu. La mínima, divisió de la semibreu se subdivideix així mateix en dues o tres semimínimes. Aquesta proliferació de valors va permetre la dislocació de les maneres rítmiques i una recerca de ritmes contraposats entre les diverses veus, a partir de l'ús sistemàtic de la síncope. Gràcies a la precisió d'aquesta notació es va generalitzar el hoquetus, que ja existia a l'ars antiqua.
L'escriptura musical va sofrir modificacions. Se seguia component a dues o tres veus (cantus firmus, duplum, o també triplum), però la presència de la quarta veu era cada vegada més freqüent. Aquesta veu era inferior al cantus firmus i tenia valors de la mateixa durada respecte a la veu principal. A França se la va denominar contre-teneur (contratenor), quedant així constituït el quartet vocal, que va ser la forma polifònica ideal fins a principis del segle xvii.

## Les formes
Els gèneres tendien a diversificar-se, però el motet va continuar sent la forma més usada encara que la seva estructura interna evolucionés. La mateixa evolució van patir el rondó, la balada i el virolai, les "formes fixes" de cançó del segle xiv, anomenades així perquè segueixen un esquema mètric determinat: 
- La balada s'estructura en tres estrofes poètiques, cada unes de les quals presenta l'esquema melòdic AaB.
- El virolai es presenta l'estructura melòdica ABbaA.
- El rondó és una forma poètica de vuit versos amb l'estructura musical ABaAabAB.

## Els compositors

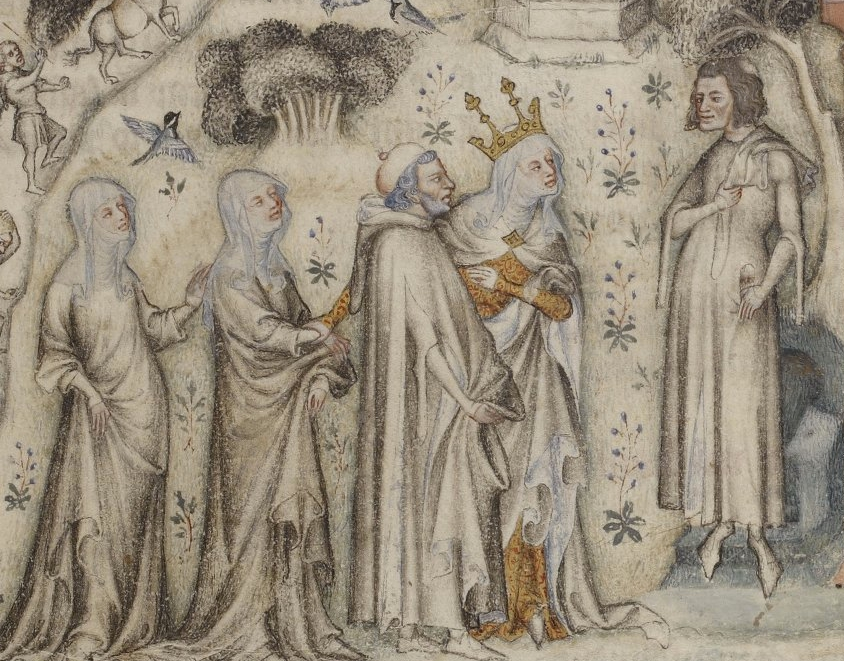
Guillaume de Machaut (el de la dreta)

França va ser el primer país en el qual es van desenvolupar aquestes noves tècniques i sobretot en la zona del nord del Loira, on destacaven els brillants compositors Philippe de Vitry i Guillaume de Machaut.
Artísticament, Guillaume de Machaut va suposar un verdader punt d'inflexió en el panorama musical del seu temps. En ell es fonen la rica tradició musical dels trobadors, amb les innovadores teories de Philippe de Vitry, donant com a resultat, d'una banda, peces que són una manifestació d'una tradició renovada i, per un altre, obres que ja anticipen la complexitat rítmica i la inventiva melòdica de l'ars subtilior.
Al costat d'aquests, es poden citar d'altres músics de la generació següent: J. Cesaris, J. S. d'Haspre, Baude Cordier, etc., tots ells d'un manierisme accentuat. També trobem mostres de la nova tendència musical a la regió d'Avinyó, on es va desenvolupar una intensa vida musical al convertir-se a la seu papal en l'època del cisma d'Occident.

## Ars nova a Itàlia

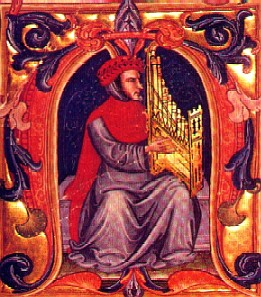
Francesco Landini

Paral·lelament, es va desenvolupar un nou i dolç estil de composició que, posteriorment, es va denominar "Ars nova italiana", agafant com a referent el terme que defineix la música francesa d'aquella mateixa època.
La polifonia profana italiana va aparèixer i va florir de forma sobtada el segle xiv, sense antecedents aparents. Per això, s'ha argumentat que el terme ars nova no s'hauria d'aplicar a una música que sembla haver sorgit amb independència de les formes musicals i del sistema de notació que caracteritza l'ars nova francès.
Els compositors que escollien obres en vers per a posar-ne música (madrigals, ballate), ignoraven el motet, potser perquè el consideraven massa intel·lectual, i escrivien obres només per a dues o tres veus orientades, més aviat, cap a la recerca de la gràcia melòdica.
La major part d'obres d'aquesta època les coneixem gràcies al Codex Squarcialupi, que recull més de quatre-centes mostres, de les quals al voltant d'un terç són obra del talent del major compositor italià del segle xiv, Francesco Landini.

## Madrigal, caccia i ballata
El madrigal és una forma poètic-musical bastant lliure, freqüentment de temàtica amatòria o pastoral. Sol estar formada d'un nombre indeterminat d'estrofes que se succeeixen amb la mateixa melodia. En alguns casos, l'última estrofa es canta amb una melodia diferent, a la qual es dona el nom de ritornello i en la qual se sol emprar, a més, un ritme que contrasta amb la resta de la cançó.
Al to idíl·lic del madrigal s'oposen la jovialitat i el caràcter popular de la caccia, una espècie de cànon, i, una mica més tard, l'expressivitat i refinament de la ballata, forma musical que, anys més tard, acabaria imposant-se sobre les altres dues.
La ballata és una peça d'origen ballable que va perdre, a poc a poc, aquest caràcter. La seva utilització com a cançó és posterior a la del madrigal i al principi va ser sobretot monòdica. La ballata, monòdica o polifònica té una estructura poètic musical preestablerta: consta d'una estrofa a tall de tornada (ripresa) seguida de dues estrofes amb melodia diferent (piedi), d'una tercera estrofa amb la mateixa melodia que la tornada (volta) i d'una repetició final de la tornada -ABbaA-.

## Ars subtilior
Les últimes dècades del segle xiv van ser testimonis d'una de les evolucions més estranyes de la història de la música: l'estil conegut com a ars subtilior (art més subtil), resultat directe de la progressiva complexitat rítmica i subtilesa melòdica que va adquirir l'ars nova francesa.
Aquest moviment musical va tenir el seu centre a Avinyó, estenent-se també a la Corona d'Aragó i el Comtat de Foix, que mantenien forts lligams musicals amb Avinyó. També va tenir una influència notable en compositors establerts al nord d'Itàlia, com van ser Johannes Ciconia, Matteo da Perugia i fins i tot a les últimes obres de Landino, anticipant ja un estil musical més internacional, més aliè a les diferències nacionals i que es manifestaria en la seva plenitud durant el segle xv.